# Ramón González Cid
Ramón González Cid (Casas de Belvís - Cáceres, navidad de 1937) fue un político republicano español.

## Biografía
Fue elegido concejal de Navalmoral de la Mata, en las elecciones municipales de 1931 que dieron lugar a la proclamación de la República. Tras la victoria del Frente Popular en las elecciones generales de 1936, fue elegido presidente de la Diputación Provincial de Cáceres.
Al producirse el golpe de Estado que dio lugar a la Guerra Civil en julio de 1936, fue detenido en los primeros días de la sublevación, ingresado en prisión el 10 de agosto y, junto a unos doscientos vecinos de Cáceres, falsamente acusado de tramar un plan para recuperar la ciudad de las manos de los sublevados, plan supuestamente preparado por el alcalde de Cadalso, Máximo Calvo Cano, Antonio Canales González, alcalde de Cáceres y otros, siendo juzgado en consejo de guerra sumarísimo en agosto de 1937, y ejecutado junto a 33 vecinos más el día de Navidad del mismo año tras las tapias del cuartel Infanta Isabel de Cáceres.

## Homenajes
Tiene dedicada una calle en Navalmoral de la Mata.